# Karekkijärvi
Karekkijärvi är en sjö i Finland. Den ligger i kommunen Enare i landskapet Lappland, i den norra delen av landet, 1 100 km norr om huvudstaden Helsingfors. Karekkijärvi ligger 117,3 meter över havet. Arean är 2,13 kvadratkilometer och strandlinjen är 21,04 kilometer lång. Sjön  ingår i Neidenälvens huvudavrinningsområde.   Den sträcker sig 3,5 kilometer i nord-sydlig riktning, och 3,4 kilometer i öst-västlig riktning.